# Rhizostilbella
Rhizostilbella är ett släkte av svampar. Rhizostilbella ingår i familjen Ascobolaceae, ordningen skålsvampar, klassen Pezizomycetes, divisionen sporsäcksvampar och riket svampar.
|                | Ascobolus                                                                       |
|                |                                                                                 |
|                | Cubonia                                                                         |
|                |                                                                                 |
|                | Ascophanus                                                                      |
|                |                                                                                 |
|                | Saccobolus                                                                      |
|                |                                                                                 |
|                | Thecotheus                                                                      |
|                |                                                                                 |
| Rhizostilbella | \| \| Rhizostilbella hibisci \| \| \| \| \| \| Rhizostilbella rubra \| \| \| \| |
|                | \| \| Rhizostilbella hibisci \| \| \| \| \| \| Rhizostilbella rubra \| \| \| \| |
|                | Rhizostilbella hibisci                                                          |
|                |                                                                                 |
|                | Rhizostilbella rubra                                                            |
|                |                                                                                 |

|  | Rhizostilbella hibisci |
|  |                        |
|  | Rhizostilbella rubra   |
|  |                        |